# Kochiura aulica
Kochiura aulica är en spindelart som först beskrevs av Carl Ludwig Koch 1838.  Kochiura aulica ingår i släktet Kochiura och familjen klotspindlar. Inga underarter finns listade i Catalogue of Life.